# 佐特海姆
佐特海姆（荷蘭語：Zottegem，荷蘭語發音：[ˈzɔtəɣɛm]）是比利时弗拉芒大區东佛兰德省阿爾斯特區的一座城市，通行荷蘭語，是弗拉芒社群的一部分，面积56.66平方千米，人口26,373人（2018年1月1日）。